# Empoascanara nigra
Empoascanara nigra är en insektsart som beskrevs av Irena Dworakowska 1979. Empoascanara nigra ingår i släktet Empoascanara och familjen dvärgstritar. Inga underarter finns listade i Catalogue of Life.